# QSO B0836+710
QSO B0836+710 ou 4C 71.07 est un lointain blazar multi-émetteur connu pour avoir un immense jet de matière. Ce blazar se situe dans la constellation de la Grande Ourse à 9.8 milliards d'années-lumière,,. 

## Découverte
QSO B0836+710 a été découvert par le WEBT  (Whole Earth Blazar Telescope) en 2019. La découverte a été faite dans le domaine des rayons X.

## Caractéristiques
L'étude du WEBT avec les images d'archive du SWIFT et celle du FERMI a permis de mesurer l'émission d'ultraviolet, rayons X et gamma.
Lors de l'étude du WEBT une variabilité dans le domaine des ondes radio a été relevée ; selon le WEBT cette variation serait due à une corrélation des jets de QSO B0836+710. 
Cette étude a aussi permis d'estimer la vitesse des gaz du disque d'accrétion ainsi que la masse du trou noir de QSO B0836+710 (3 milliards de masses solaires),.
Selon l'étude du FERMI le signal du blazar est polarisé. Pour qu'un signal soit polarisé il faut que l'objet en question doive avoir un champ magnétique très puissant, le relevé du FERMI montre un champ magnétique d'environ 1015 tesla.
Une ré-étude par le satellite Chandra a relevé une très intense émission de rayons X (de 0.1 à 10 keV jusqu'à 1 MeV),,.